# Motyw (polski serial telewizyjny)
Motyw – polski serial kryminalno-obyczajowy udostępniony w serwisie Player od 12 grudnia 2019, a następnie emitowany na antenie TVN od 3 marca do 5 maja 2020.

## Fabuła
W wyniku strzelaniny w jednej z gdańskich restauracji, Luiza Porębska (Małgorzata Kożuchowska) i jej mąż Maks (Andrzej Konopka) zostają ranni. Podejrzaną zostaje ich pracownica Anna Czarnecka (Agnieszka Grochowska), która po wydarzeniu usiłowała uciec z kraju. Kobieta nie przyznaje się do winy, jednocześnie sugerując, że w zdarzenie uwikłana jest Luiza. Sprawą zajmuje się komisarz Paweł Szulc (Michał Czernecki), śledczemu z dużymi problemami w życiu osobistym. Obie kobiety obwiniają się wzajemnie, a w toku śledztwa okazuje się, że cała trójka to przyjaciele z okresu liceum.

## Obsada
| Aktor                   | Rola                          |
| ----------------------- | ----------------------------- |
| Michał Czernecki        | komisarz Paweł Szulc          |
| Małgorzata Kożuchowska  | Luiza Porębska                |
| Agnieszka Grochowska    | Anna „Czarna” Czarnecka       |
| Andrzej Konopka         | Maksymilian Porębski          |
| Grażyna Sobocińska      | młoda Luiza Porębska          |
| Agata Turkot            | młoda Anna „Czarna” Czarnecka |
| Bartłomiej Kotschedoff  | młody Maksymilian Porębski    |
| Adam Ferency            | Jerzy Wujczak „Wujo”          |
| Magdalena Walach        | prokurator Olga               |
| Magdalena Turczeniewicz | Monika Szulc                  |
| Olga Bołądź             | sierżant Aneta Batko „Żyleta” |
| Nel Kaczmarek           | Zuzanna Szulc                 |
| Piotr Musianek          | Mikołaj Szulc                 |
| Mateusz Rusin           | fizjoterapeuta Michał         |
| Maria Mamona            | Teresa Tkaczyk                |
| Anna Adamus             | Julia Tkaczyk                 |
| Adam Cywka              | Robert Kowal „Robal”          |
| Modest Ruciński         | Damian Czajka                 |

## Spis serii
| Seria | Seria | Odcinki   | Premiera (Player) | Premiera (Player) | Premiera (Player) | Premiera (Player)             | Emisja telewizyjna (TVN) | Emisja telewizyjna (TVN) | Emisja telewizyjna (TVN) | Emisja telewizyjna (TVN) | Emisja telewizyjna (TVN) |
| Seria | Seria | Odcinki   | Sezon             | Premiera serii    | Finał serii       | Dzień tyg. dodawania odcinków | Sezon                    | Premiera serii           | Finał serii              | Pora emisji              | Średnia oglądalność      |
| ----- | ----- | --------- | ----------------- | ----------------- | ----------------- | ----------------------------- | ------------------------ | ------------------------ | ------------------------ | ------------------------ | ------------------------ |
|       | 1.    | 1–10 (10) | zima 2019/2020    | 12 grudnia 2019   | 20 lutego 2020    | czwartek                      | wiosna 2020              | 3 marca 2020             | 5 maja 2020              | wtorek 21.30             | 953 327                  |

## Produkcja i odbiór
Akcja serialu odbywała się w Gdańsku. Zdjęcia do pierwszej serii trwały od kwietnia do końca października 2019.
Serial w styczniu i lutym 2020 cieszył się największą oglądalnością wśród płatnych użytkowników platformy VOD Player.  Na antenie stacji telewizyjnej TVN premierowy odcinek został obejrzany przez 1,26 mln widzów, średnia oglądalność pierwszych trzech odcinków wyniosła 1,07 mln widzów. Cały sezon w telewizji obejrzało średnio 953 tys. oglądających.

## Oglądalność
| Odcinek | I seria                    |
| ------- | -------------------------- |
| 1       | 1 265 454 (3 marca 2020)   |
| 2       | 909 995 (10 marca 2020)    |
| 3       | 1 044 767 (17 marca 2020)  |
| 4       | 819 916 (24 marca 2020)    |
| 5       | 941 562 (31 marca 2020)    |
| 6       | 871 983 (7 kwietnia 2020)  |
| 7       | 831 130 (14 kwietnia 2020) |
| 8       | 934 439 (21 kwietnia 2020) |
| 9       | 885 025 (28 kwietnia 2020) |
| 10      | 1 046 592 (5 maja 2020)    |
| Średnio | 953 327                    |